# Тюслінг
Тюслінг (нім. Tüßling) — громада в Німеччині, розташована в землі Баварія. Підпорядковується адміністративному округу Верхня Баварія. Входить до складу району Альтеттінг.
Площа — 19,57 км2. Населення становить 3309 ос. (станом на 31 грудня 2020).